# Більче-Золоте

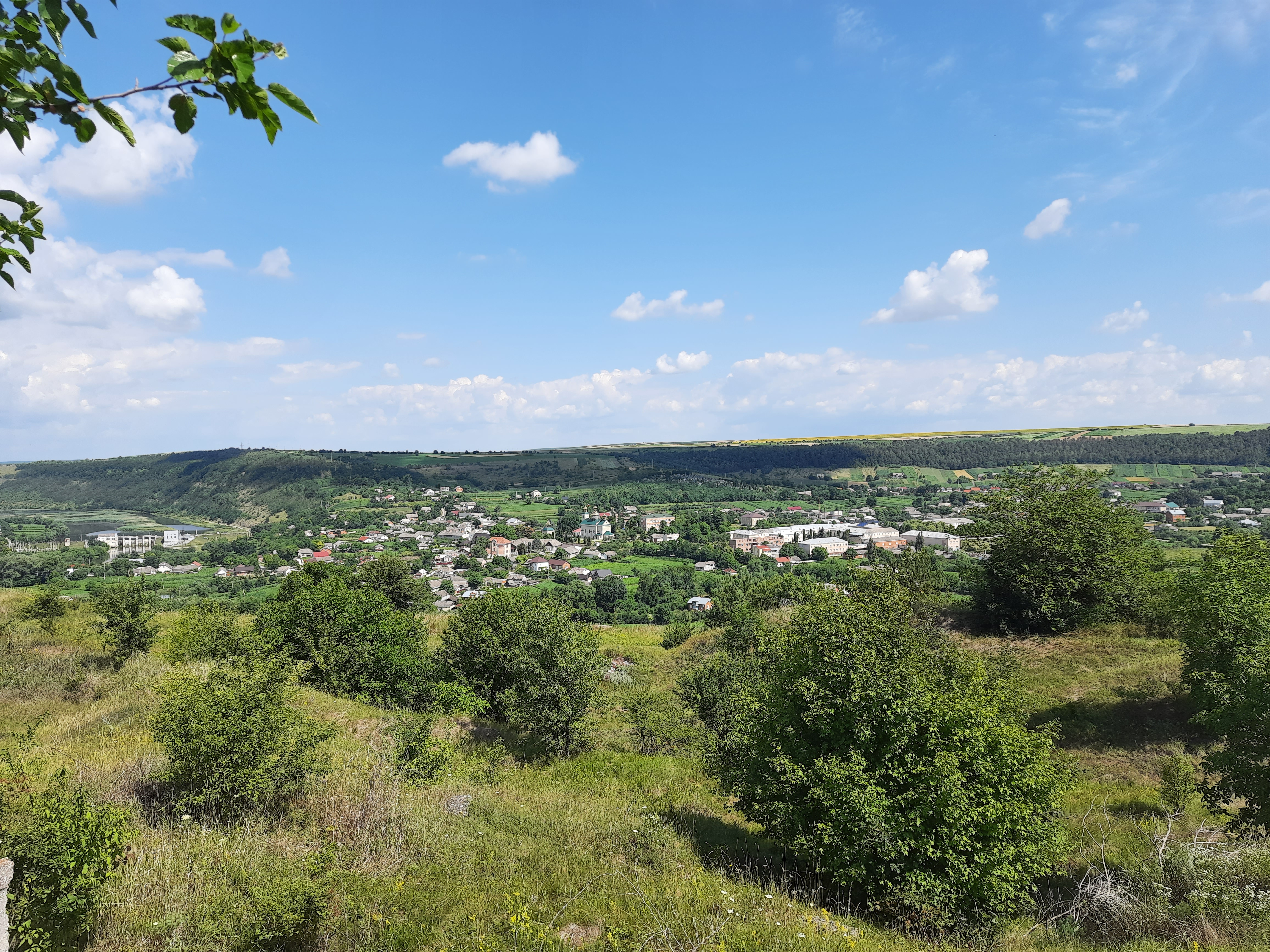
Вигляд на село з пагорба

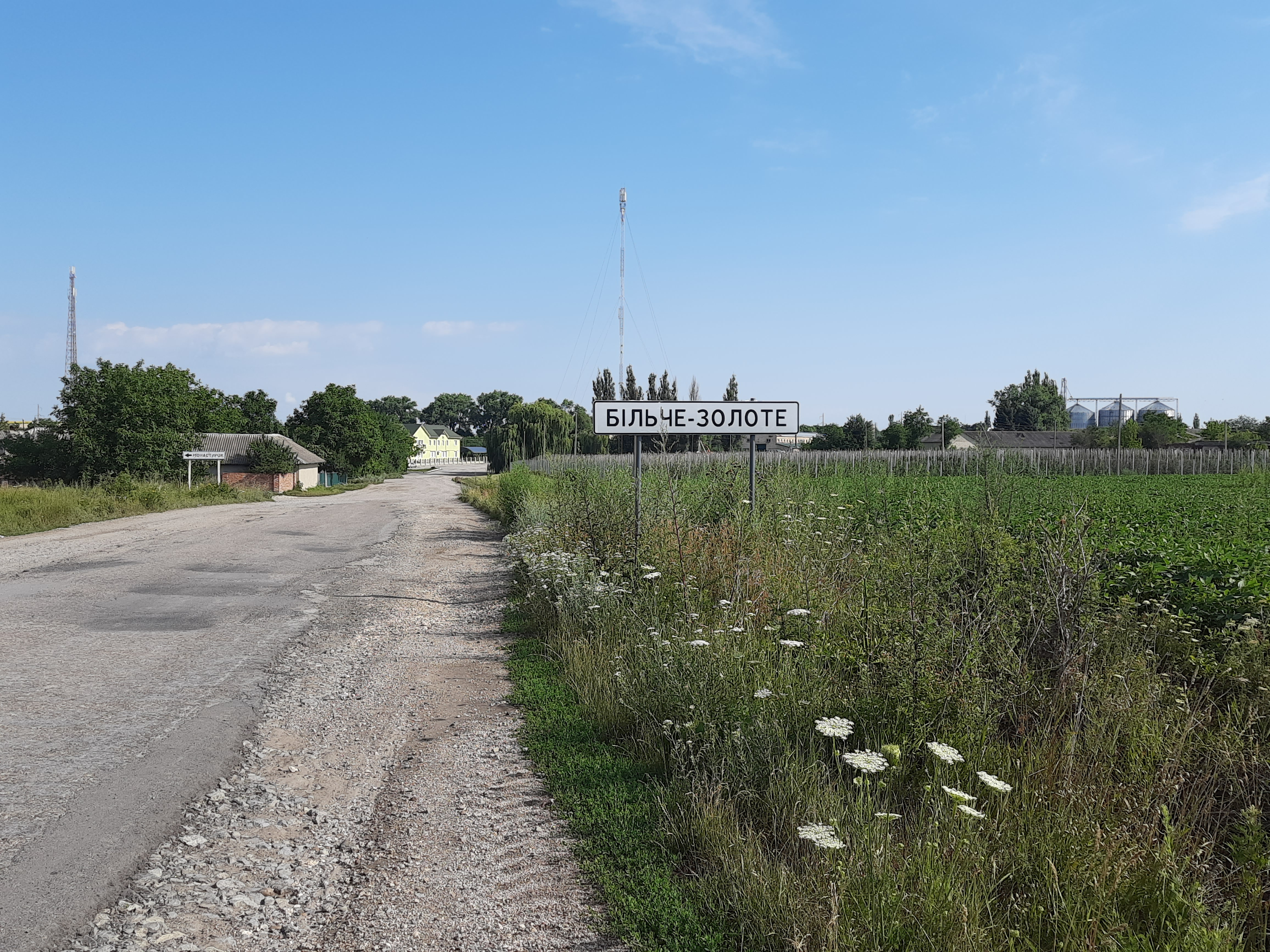
Дорожній знак при в'їзді в село

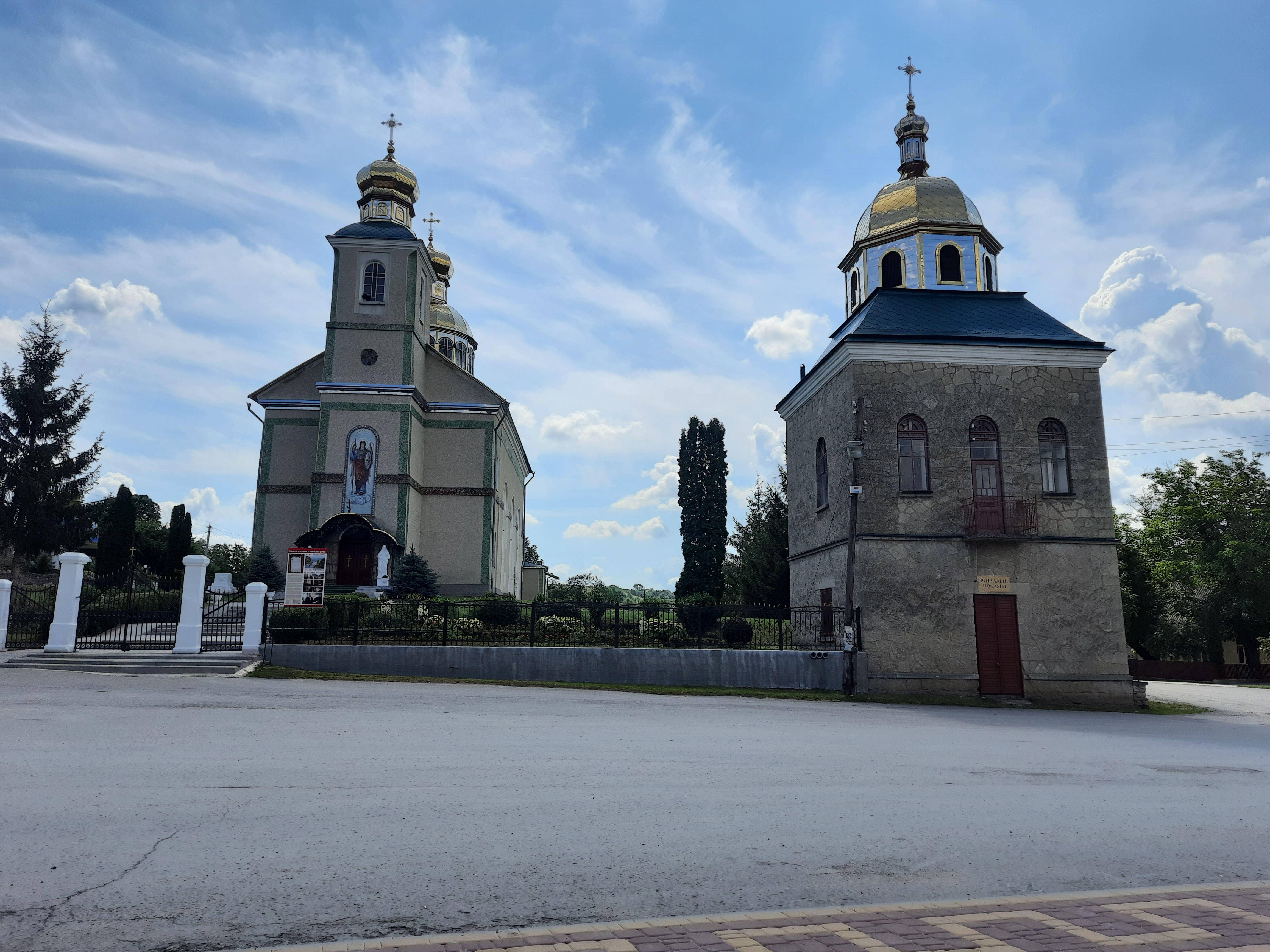
Церква Святого Архангела Михаїла 1871р

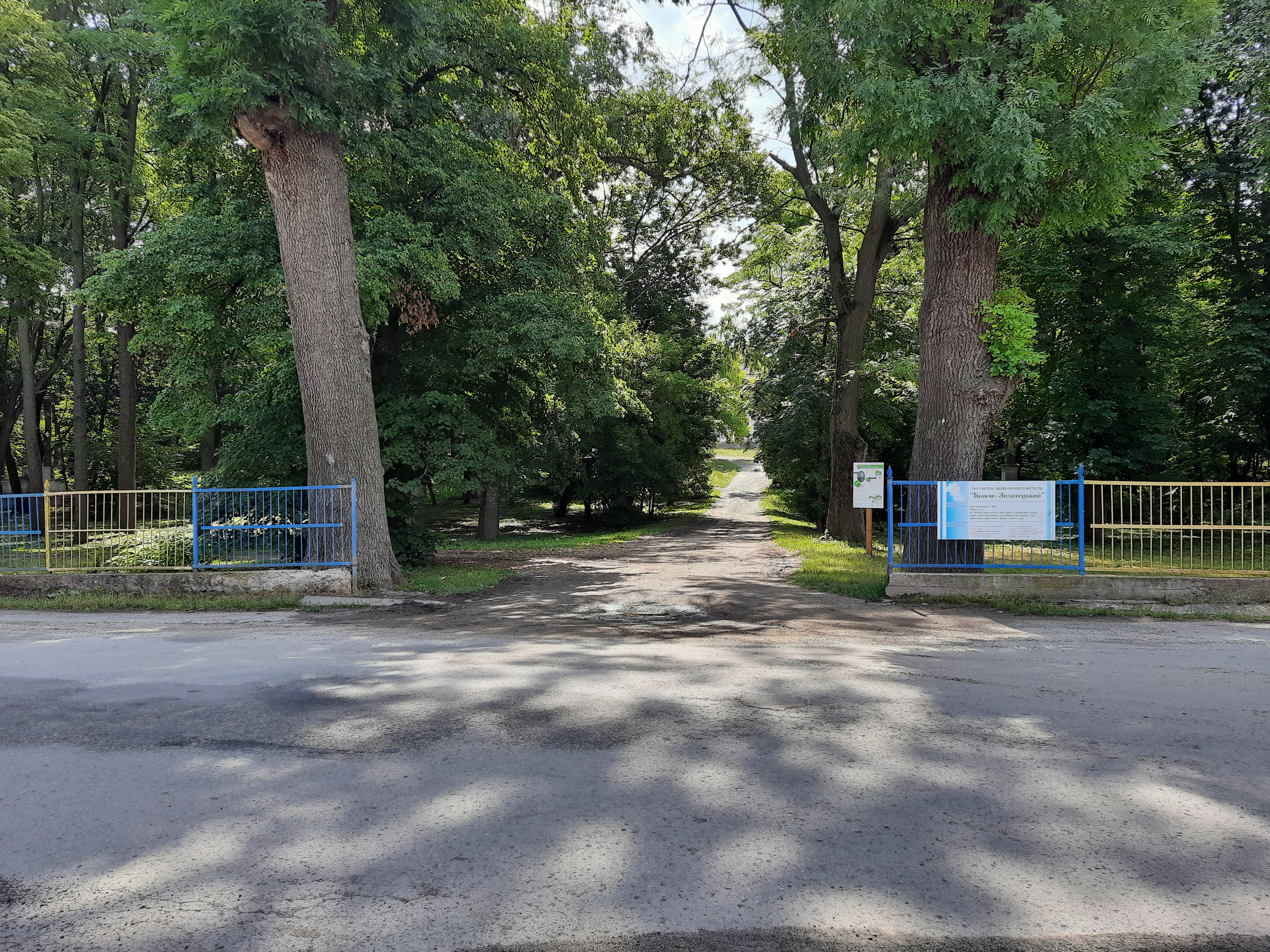
Вхід до старого парку садиби Сапіг

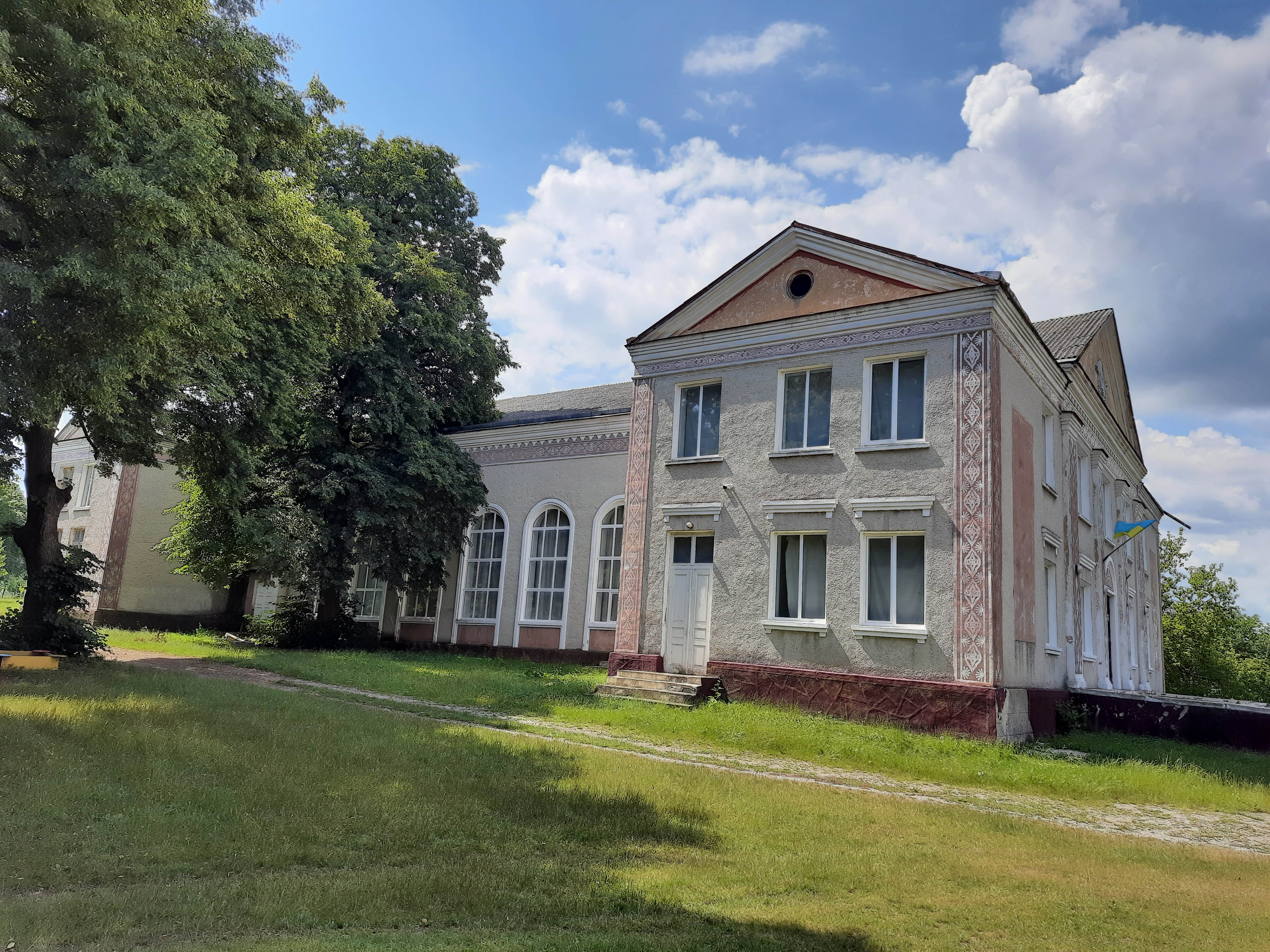
Будинок культури в парку

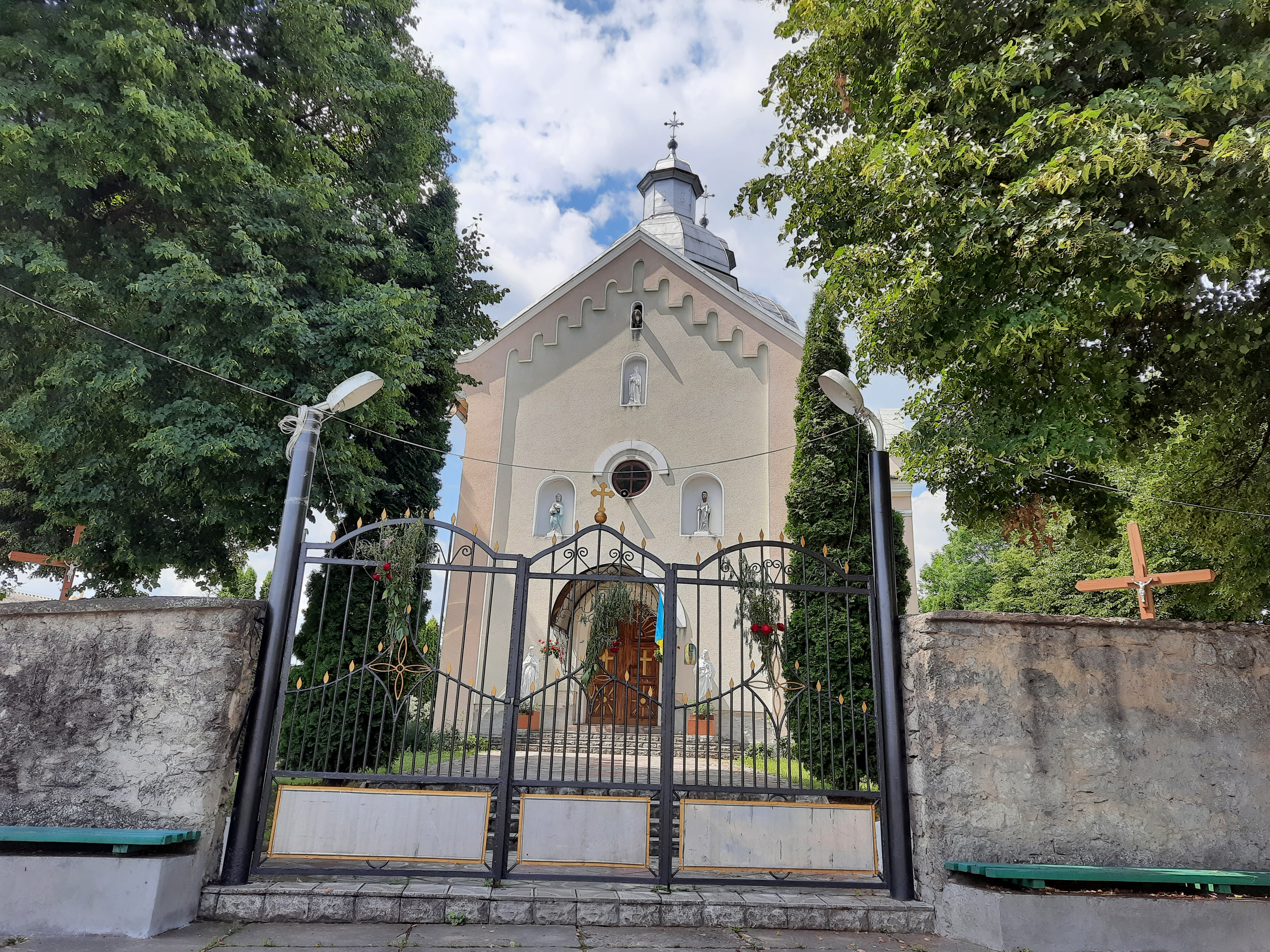
Церква Святої Великомучениці Параскеви

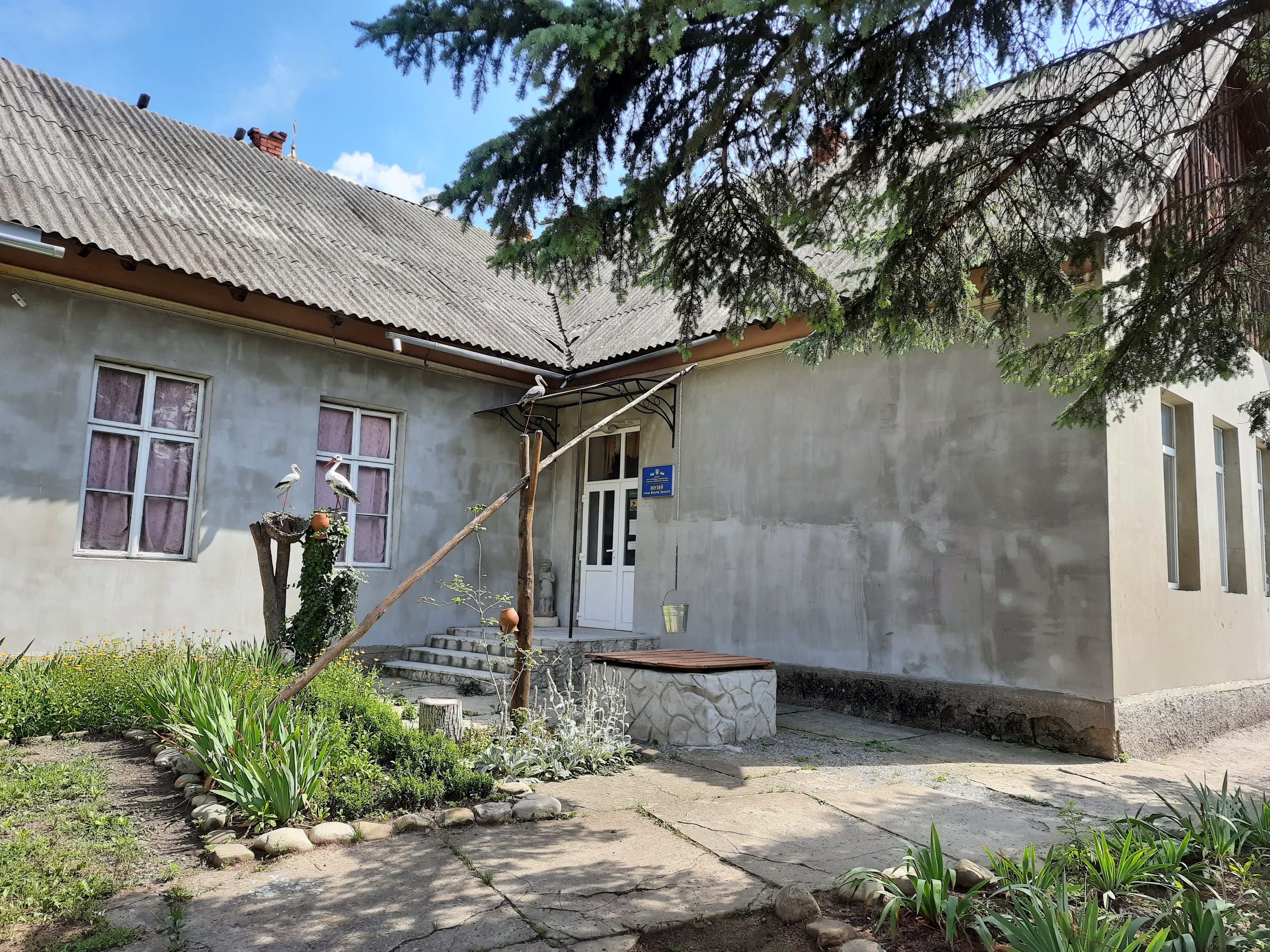
Краєзнавчий музей

Бі́льче-Золоте́ — село в Україні, Тернопільська область, Чортківський район, Більче-Золотецька сільська громада. Адміністративний центр колишньої сільської ради. Розташоване на заході району, на річці Серет.
У 2001 році населення становило 2002 людини.
У Більче-Золотому є пам'ятка садового мистецтва державного значення — Більче-Золотецький ландшафтний парк. На околицях села — унікальна геологічна та археологічна пам'ятка — печера Вертеба.

## Географія
Село розташоване на відстані 382 км від Києва, 89 км — від обласного центру міста Тернополя та 12 км від міста Борщів. На північно-східній околиці села бере початок річка Керничка.
Сусідні населені пункти:

### Клімат
Для села характерний помірно континентальний клімат. Більче-Золоте розташоване у «теплому Поділлі» — найтеплішому регіоні Тернопільської області.
| Клімат Більча-Золотого                               | Клімат Більча-Золотого | Клімат Більча-Золотого | Клімат Більча-Золотого | Клімат Більча-Золотого | Клімат Більча-Золотого | Клімат Більча-Золотого | Клімат Більча-Золотого | Клімат Більча-Золотого | Клімат Більча-Золотого | Клімат Більча-Золотого | Клімат Більча-Золотого | Клімат Більча-Золотого | Клімат Більча-Золотого |
| Показник                                             | Січ.                   | Лют.                   | Бер.                   | Квіт.                  | Трав.                  | Черв.                  | Лип.                   | Серп.                  | Вер.                   | Жовт.                  | Лист.                  | Груд.                  |                        |
| Середній максимум, °C                                | −0,7                   | 0,9                    | 6,2                    | 14,7                   | 20,4                   | 23,5                   | 24,6                   | 24,0                   | 20,1                   | 13,8                   | 6,5                    | 1,6                    |                        |
| Середня температура, °C                              | −4,1                   | −2,5                   | 2,1                    | 9,4                    | 14,8                   | 18,1                   | 19,3                   | 18,6                   | 14,8                   | 9,1                    | 3,3                    | −1,3                   |                        |
| Середній мінімум, °C                                 | −7,5                   | −5,9                   | −2                     | 4,1                    | 9,3                    | 12,7                   | 14,1                   | 13,2                   | 9,5                    | 4,4                    | 0,2                    | −4,2                   |                        |
| Норма опадів, мм                                     | 32                     | 30                     | 32                     | 52                     | 73                     | 97                     | 96                     | 63                     | 53                     | 35                     | 34                     | 37                     |                        |
| ---------------------------------------------------- | ---------------------- | ---------------------- | ---------------------- | ---------------------- | ---------------------- | ---------------------- | ---------------------- | ---------------------- | ---------------------- | ---------------------- | ---------------------- | ---------------------- | ---------------------- |
| Джерело: http://en.climate-data.org/location/264758/ |                        |                        |                        |                        |                        |                        |                        |                        |                        |                        |                        |                        |                        |

## Історія

### Знахідки первісних людей
Тут виявлене найдавніше в Тернопільській області поселення середнього палеоліту (50 тисяч років тому), є знахідки пізнього палеоліту, 2 поселення трипільської культури, одне з яких у печері Вертеба. Розкопано курганні поховання ранніх скіфів (6 — 5 століття до нашої ери).
В урочищі Кадуби знайдено рештки Черняхівської культури.
Також відомі голіградської культури.

### Період Київської Русі
На високому березі Серету збереглися залишки одного з найбільших на Поділлі Древньоруських городищ, які оточені потрійними ровами й валами. Під час розкопок тут знайшли енколпіон із зображенням чотирьох євангелістів по кутах.

### Період Королівства Польського, Речі Посполитої
На початку 15 століття неподалік колишнього городища над річкою Серет, виникло поселення Більче, яке вперше згадується у історичних документах в 1482 році.
В другій половині 16 століття воно належало шляхетській родині Язловецьких. В 16 столітті селом володіли магнати Потоцькі. Тоді Більче входило до Червоногородського повіту Подільського воєводства.
У 16 ст. в Більчому було збудовано замок, проте він не міг цілком оберігати село від нападів турків і татар. Ці набіги гальмували економічний розвиток села, завдавали страшного лиха його жителям.
За записами тодішніх реєстрів 1629 року тут було 37 осель, 1650-го їх залишилося всього 20. Під час панування Речі Посполитої в селі насаджувався католицизм і уніатство. 1600 року неподалік Більчого було засновано унійний монастир, руїни якого збереглися й досі (тепер це с. Монастирок).
У документах 1651 і 1652 років Більче згадується як містечко.
Селяни Більча брали активну участь у визвольній війні під проводом Богдана Хмельницького 1648–1654 рр., у 1740-х допомагали опришкам і Олексі Довбушу. Збереглося багато легенд про перебування Олекси Довбуша в цій місцині. Кам'яну брилу на крутій прямовистій скелі Серету в народі й досі називають Довбушевою. До речі, це також язичницький жертовник, один з небагатьох, які збереглися ще в Україні).

### Період Австрійський

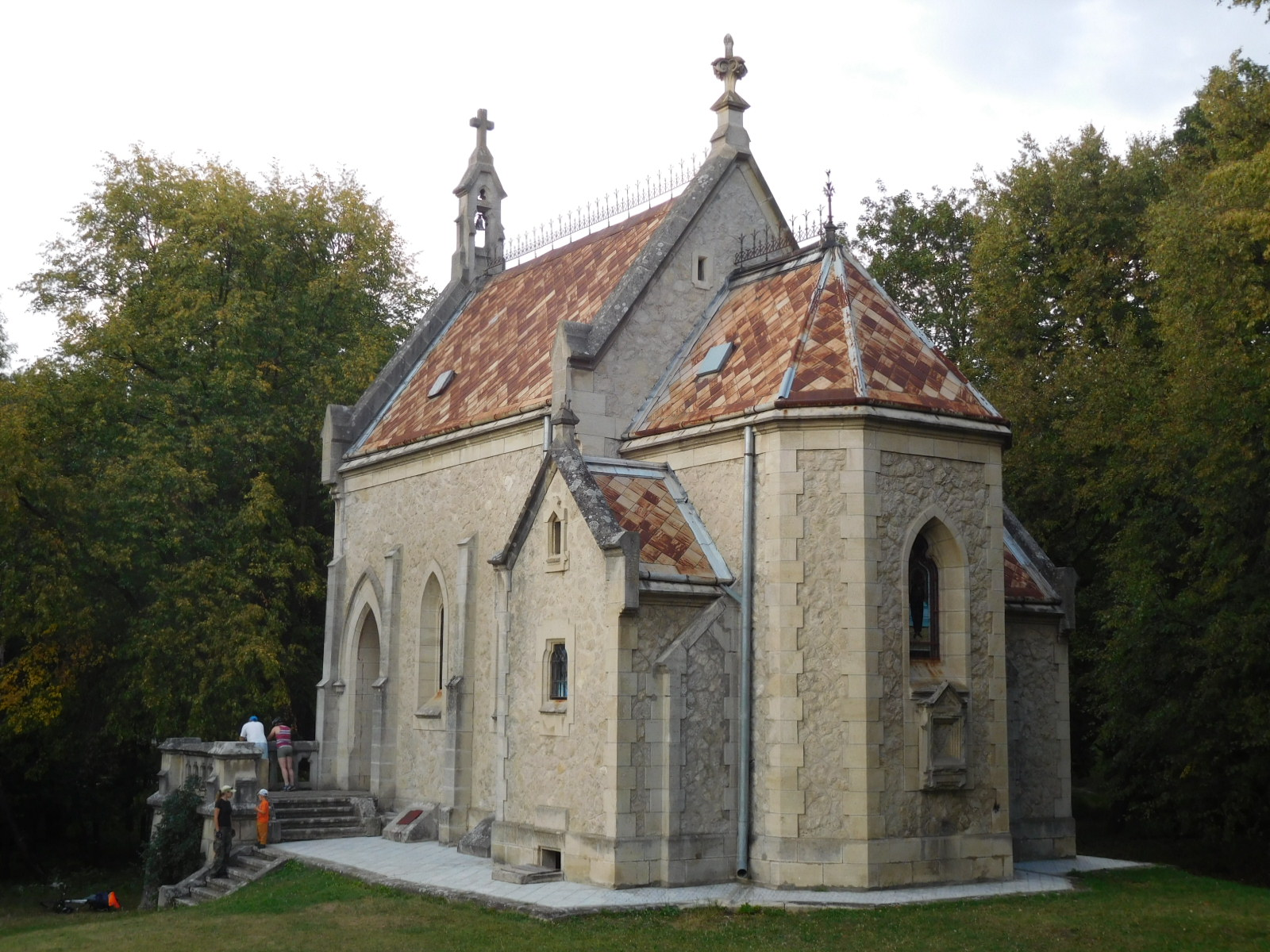
Фамільний князівський склеп з каплицею в парку

1772 року в селі встановлено австрійську владу. За даними 1787 року, земельні угіддя Більча (з присілком Монастирком) становили 1817 моргів у тому числі 402 морги орної землі, 583 морги лук і городів. В селі було 249 селянських родин, які володіли рештою земель. В цей час існувала загальна військова повинність для всіх чоловіків від 14 років.
У 1810–1815 Більче-Золоте перебувало у складі Російської імперії. Багато селян через гноблення втікали на Правобережну Україну.
На початку 1850-х рр. маєток у Більчому на ім'я своєї матері купив магнат князь Леон Людвік Сапега, який ним адміністрував. У 1866 році більчецька громада подала скаргу на нього через позбавлення її сервітутів, проте селяни нічого не добилися.
Після смерті князя Л. Л. Сапеги власником маєтку був його син Адам (1828—1903).
У 1890-х роках Більче було віднесено до розряду містечок і воно отримало назву Більче-Золоте. Відомий львівський краєзнавець другої половини XIX століття Антоній Шнайдер склав для містечка проект герба: на срібному тлі мурована церква з трьома банями, над якою Господь Ісус Христос, що возноситься на небо.
Наприкінці 19 — початку 20 століття у містечку налічувалося 10 ткачів, які виготовляли полотно. Були також ковалі, теслярі, бляхарі та інші ремісники.
У 1900 році в селі діяла народна трирічна школа.
У 1914–1917 окуповане Більче-Золоте — у складі Російської імперії.

### Міжвоєнний період
В 1930 в селі працювали дві олійні та поміщицький млин. Було 12 ремісників:
- 2 стельмахи
- 3 ковалі
- 1 кравець та інші.

1 квітня 1930 р. в селі було оголошено страйк в фільварку Сапєги. Селяни вимагали підвищення зарплати. В цей час через важке становище селян почалася масова еміграція. За 1927–1938 з села виїхало більше, ніж 200 жителів за океан.
З 1932 року в селі діяла школа з двомовним навчанням, у якій усі основні дисципліни викладалися польською мовою, хоча українці прагнули вчитися рідною мовою.

### Друга Світова Війна
З вересня 1939 року село під радянською окупацією. У 1940 році було створено артіль «Червона Зірка», що об'єднувала 40 сімей. Цього року у селі також було відкрито дитсадок, клуб, бібліотеку, у школі запроваджувалася українська мова.
7 липня 1941 року окупація змінилася на німецько-нацистську. Радянська влада повернулася після 8 квітня 1944 року знову в село, починаючи жорстоку розправу над тими, хто не погоджувався з цим.

### Радянський період
У 1967 році було збудовано Монумент праці. З 1951 в селі працює середня школа і бібліотека.
У 1958 році стала до ладу Більче-Золотецька ГЕС потужністю 530 кіловат.

### Сучасний період
Зараз Більче-Золоте одне з найстаріших і найбільших сіл Чортківського району. В селі також приваблює спелеологів і туристів гіпсова печера Вертеба.
До 19 липня 2020 р. належало до Борщівського району.
З 12 вересня 2016 р. є центром Більче-Золотецької сільської громади.

## Символіка

### Герб
Використовувався з 1870-х років.
Автор — Антоні Шнайдер.
У срібному полі мурована церква з трьома банями, над якою Дух Господній, що возноситься в небо.
Цей символ нагадує про побудову в Більче церкви в ім'я Вознесіння Господнього.

## Населення

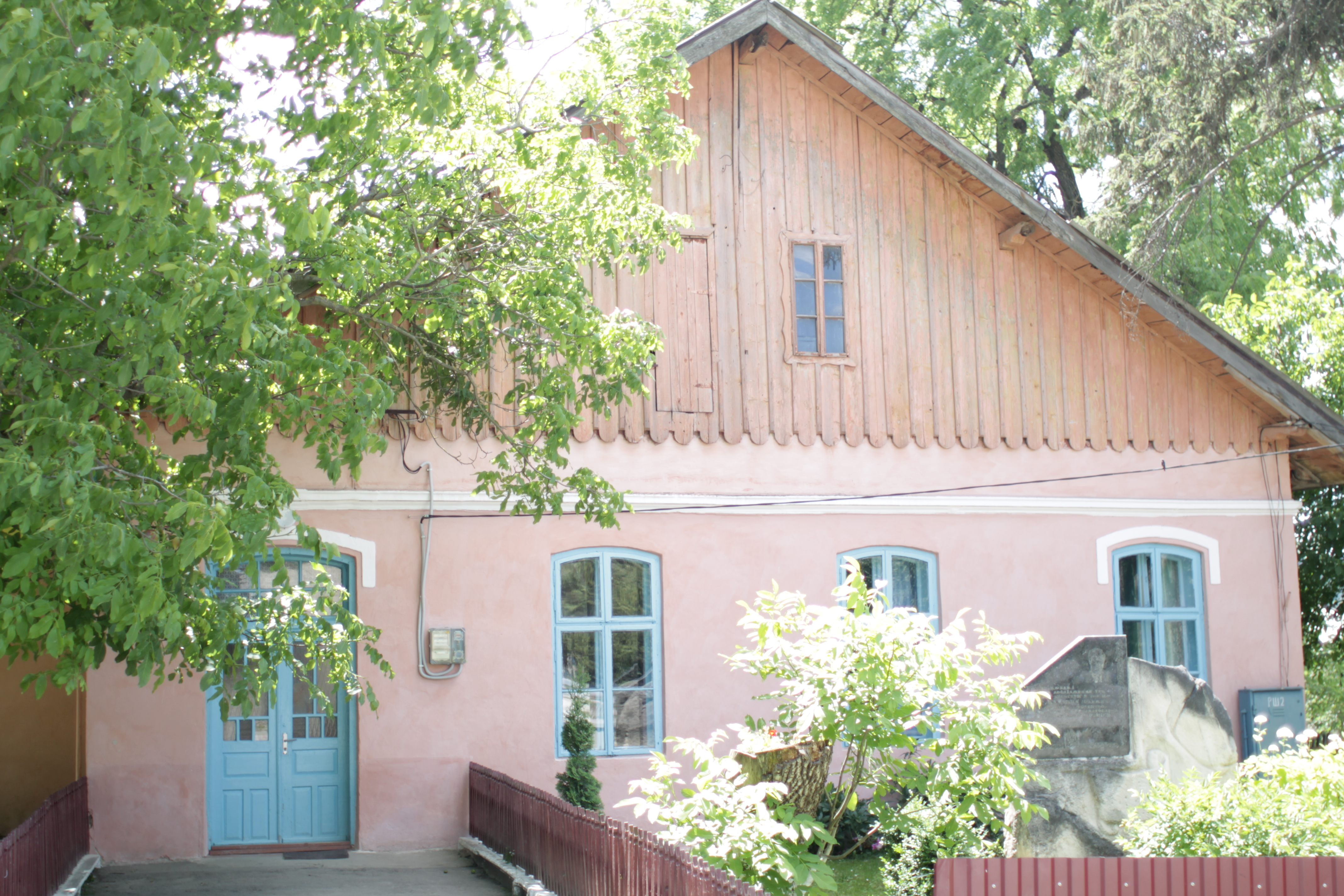
Школа естетичного виховання

У 1810 році в селі було 472 родини, 354 житлові будинки і 2012 мешканців.
Згідно з переписом УРСР 1989 року чисельність наявного населення села становила 2340 осіб, з яких 1036 чоловіків та 1304 жінки.
За переписом населення України 2001 року в селі мешкали 2183 особи.

### Мова
Розподіл населення за рідною мовою за даними перепису 2001 року:
| Мова       | Кількість | Відсоток |
| ---------- | --------- | -------- |
| українська | 1990      | 99.40%   |
| російська  | 11        | 0.55%    |
| білоруська | 1         | 0.05%    |
| Усього     | 2002      | 100%     |

### Єврейська громада
У Більче-Золотому єврейська громада була малочисельна і не надто впливова. Про появу євреїв у Більчі-Золотому бракує відомостей, найімовірніше, вони почали селитися тут щонайпізніше у 19 столітті. У міжвоєнний період чисельність єврейського населення становила 20-30 сімей. Більшість з них займалися сільським господарством. Шість сімей шили хутряні вироби, переважно жупани для селян; чотири сім'ї орендували маслобійні. В Більче-Золотому був також єврейський швець, боднар, м'ясник і два дрібні торгівці. У божниці, яку називали «Клойз», були 4 сувої «тори» («П'ятикнижжя»). На тимчасовому кладовищі хоронили тільки померлих під час епідемій євреїв, або євреїв-вояків, які загинули у першій світовій війні. Потреби євреїв обслуговував різник. Він же одночасно виконував обряд, обрізання хлопчиків, був колитором, вирішував цивільні справи між євреями і навіть влаштовував релігійні обряди оженку (весілля). У Більче-Золотому діяла також єврейська лазня і «міква» (купель).
З початком німецько-радянської війни і вступом нацистських військ у Більче розпочалися гоніння на місцевих євреїв. Коли на кілька тижнів в село прибули угорські військові частини, вони поклали край насильствам та побоям над євреями, а також звільнили заарештованих. Проте коли на місце угорців знову прийшли німці, переслідування поновилися з новою силою. У євреїв конфіскували цінні предмети сільськогосподарських продуктів, коней. Місцевих євреїв відправляли на каторжні роботи. Про дальшу долю єврейської громади, подробиці її ліквідації збереглося мало інформації. За деякими даними, євреї Більче-Золотого весною або літом 1942 року були депортовані до сусіднього села Королівки, де їх зрештою спіткала така ж доля, що і решту євреїв: відправлення в Борщів або до табору смерті Белзець. У роки війни вдалося врятуватись лише кільком євреям з Більче-Золотого, які переховувались у навколишніх лісах.

## Релігія

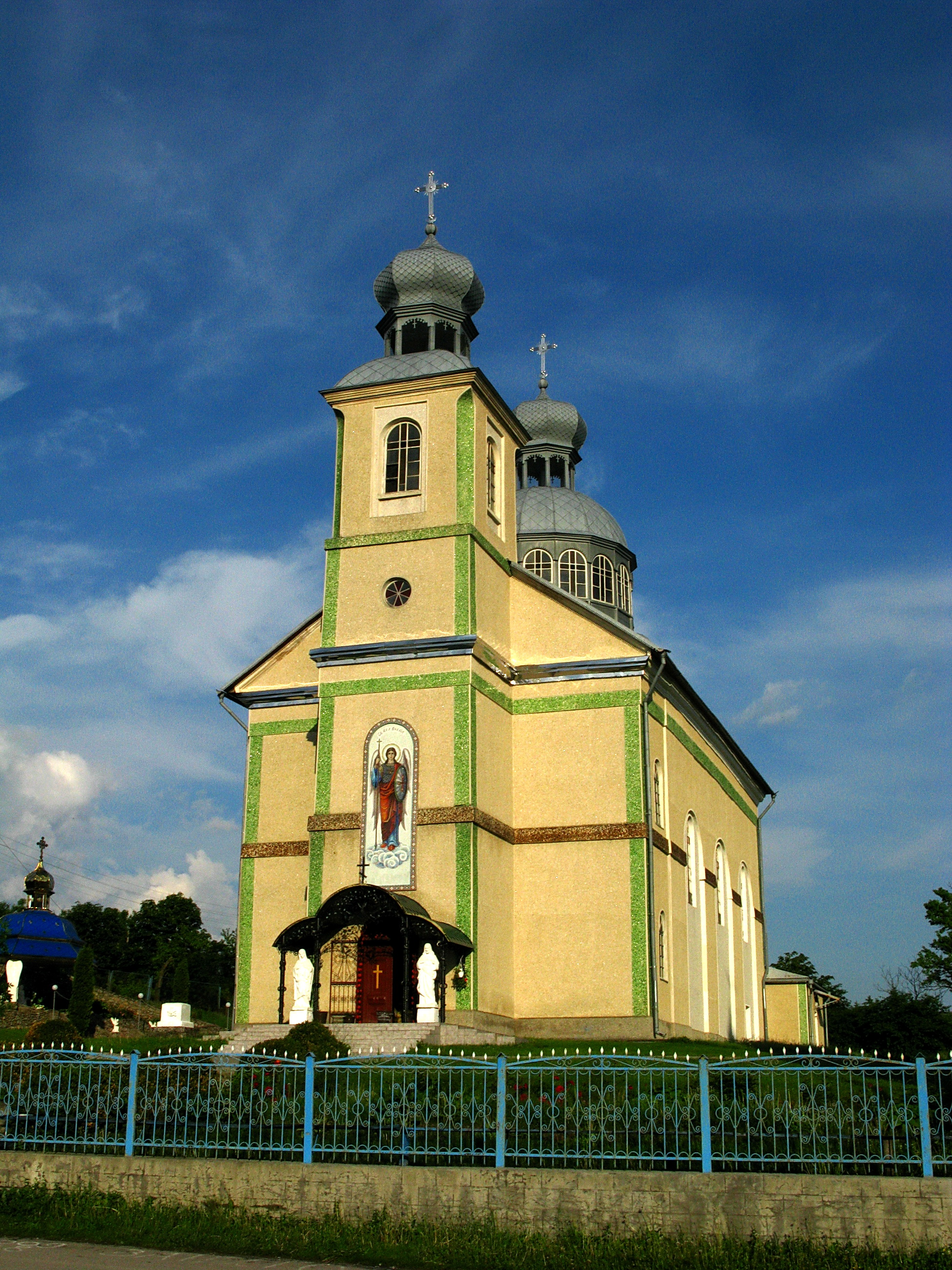
Церква Св. Михаїла

- церква Святого Архангела Михаїла (1871, ПЦУ, мурована);
- церква святої великомучениці Параскеви (1899, УГКЦ, мурована);
- дзвіниця на честь 20-річчя Західно-Української Народної Республіки (1938).
- каплиця (1898).
- церква Християн віри Євангельських

## Пам'ятки
- До середини XIX ст. в центрі села на пагорбі Башта були руїни середньовічного замку[16].

У 1866 році за кошти князя Адама Станіслава Сапеги (1828—1903) було збудовано палац найстаршого дорослого сина Леона Людвіка.

### Пам'ятники

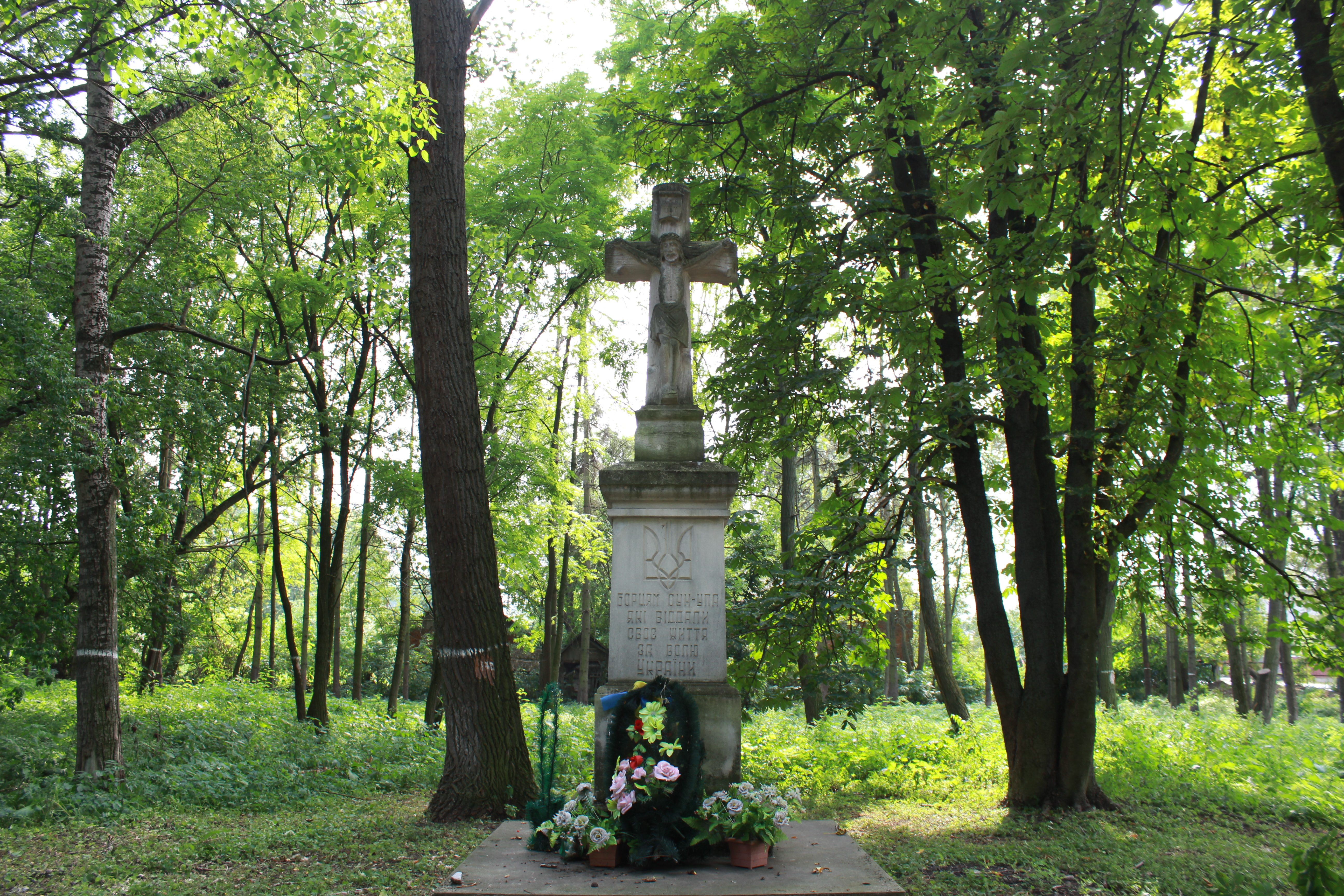
Пам'ятник воїнам ОУН-УПА

У Більче-Золотому є два пам'ятники Тарасу Шевченку, у 1965 році споруджено пам'ятник полеглим у німецько-радянській війні воїнам, також загиблому під час визволення села від нацистських окупантів полковникові В.Шиленкові. Є пам'ятник О.Ольжичу, пам'ятний хрест на честь скасування панщини, а також пам'ятник воїнам УПА.

### Некрополі
На околицях села є могила невідомих радянських воїнів. 16 вересня 1941 р. сімнадцять радянських воїнів було взято в полон, а потім розстріляно на схилі кам'яної гори. На могилі встановлений пам'ятник — пірамідальний обеліск, який вінчає п'ятипроменева зірка.

## Соціальна сфера
У Більче-Золотому діють загальноосвітня школа І-ІІІ ступенів, бібліотека, 2 бази відпочинку, Більче-Золотецька обласна фізіотерапевтична лікарня реабілітації.

## Відомі люди

### Народилися
- Богдан Бойчук — український вчений-медик;
- Л. Бондарчук — підприємець і громадський діяч;
- Іван Верхратський — філолог, природознавець, вчитель Івана Франка;
- Р. Ганкевич — релігійний і громадський діяч;
- М. Гарасимчук — письменник, журналіст;
- о. І. Данильчук — письменник;
- Матійчук Михайло Іванович — професор, доктор фізико-математичних наук, багаторічний завідувач кафедри диференціальних рівнянь Чернівецького національного університету імені Юрія Федьковича.
- М. Паньків — пасічник;
- Михайло Сохацький — історик, археолог і громадський діяч;
- Віктор Твердохліб (нар. 1965) — український уролог, науковець;
- Марія Чайковська-Козіцька (1878–1944) — польська художниця.

### Проживали
- Степан Дволінський — український селянин,[19] громадський діяч, посол на Галицький сейм у 1861—1866 роках.[20]
- Василь Софронів-Левицький — письменник
- Б. Мандрик — заслужений працівник культури України, проживає тут нині.

### Навчалися
- Василь Николин — український політичний та військовий діяч, член ОУН, керівник Віньковецького надрайонного проводу ОУН.

### Перебували
- Шептицький Станіслав — молодший брат митрополита Андрея, генерал австро-угорської та польської армій, уклав тут свій перший шлюб з княжною Марією Юзефіною Сапігою-Коденською з Красічина гербу Лис (1884—1917).[8]

### Померли
- Луців Володимир — діяч ОУН, вояк УПА, загинув у бою з енкаведистами.[21]

### Поховані
- Бабуняк Ірина Ілярівна — діячка ОУН, перепохована в Теребовлі